# ジョージ・パットン
ジョージ・スミス・パットン・ジュニア（George Smith Patton Jr.、1885年11月11日 - 1945年12月21日）は、アメリカの陸軍軍人。陸軍大将。モットーは「大胆不敵であれ！（Be audacious!）」。

## 生涯

### 生い立ち

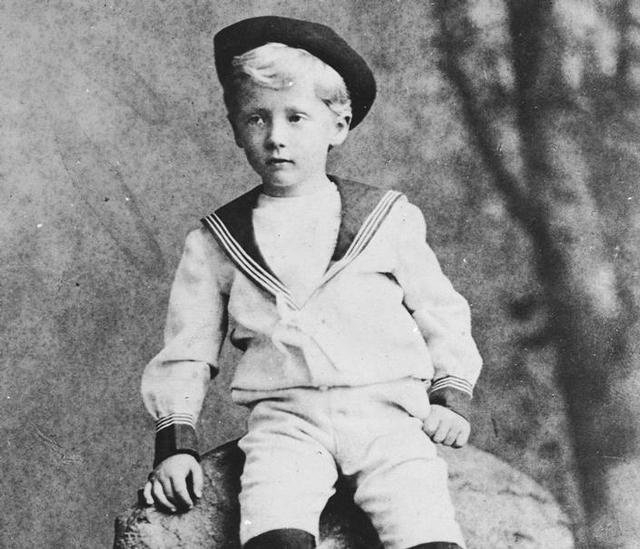
幼少期

カリフォルニア州サン・ガブリエル（San Gabriel）生まれ。祖父ジョージ・パットン・シニアは南北戦争における連合国陸軍（南軍）の将校で、オペクォンの戦いで戦死している。またアメリカ独立戦争で戦ったヒュー・マーサー准将の血も引き継いでおり、アメリカ合衆国設立当初から続いている由緒正しい軍人一家の一員であり、パットン本人もそれを非常に意識していた。バージニア州立軍事学校（Virginia Military Institute）およびウェストポイント陸軍士官学校で教育を受けた。
幼少の頃から将軍になろうと英雄願望を持っていた。幼少時から妹と軍人ごっこをして遊んでおり、その頃から「パットン中将（Lieutenant General Georgie S. Patton, Jr.）」を名乗っていた。古典文学と戦史を勉強する知的な子供ではあったが、基礎的な学習能力に問題があり（士官学校時代でも2年次に進級する際、数学の単位が足りずに留年している）、学校教育の全体にわたって影響した。他の子に比べ読み方を学ぶのが遅れ、綴り方のような基本的学習を行わなかった。今でいう失読症であったと言われている。
ウェストポイント卒業後、近代五種競技のアメリカ合衆国代表として、1912年のストックホルムオリンピックに参加。近代五種は伝統的にヨーロッパ勢が強かったものの、その中でも5位という成績を残した。
輪廻転生、北欧神話の信仰者でもあった。多くの文献が、彼が自身をカルタゴのハンニバル将軍の再来であると主張したことを記している。他にもナポレオンとともに戦ったとも言い、ローマの軍団兵であったとも主張していた。

### 初期の軍歴

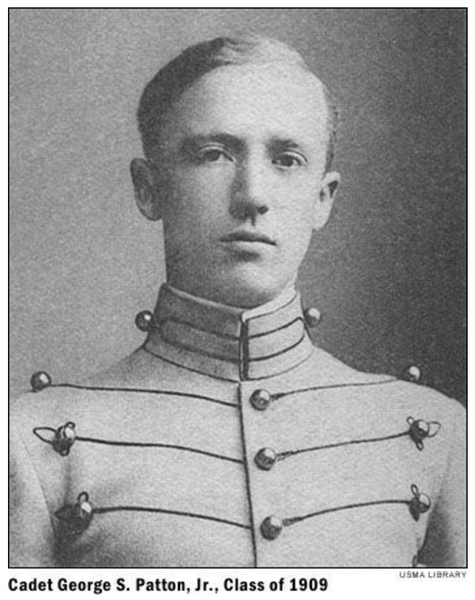
士官学校時代 (1909年)

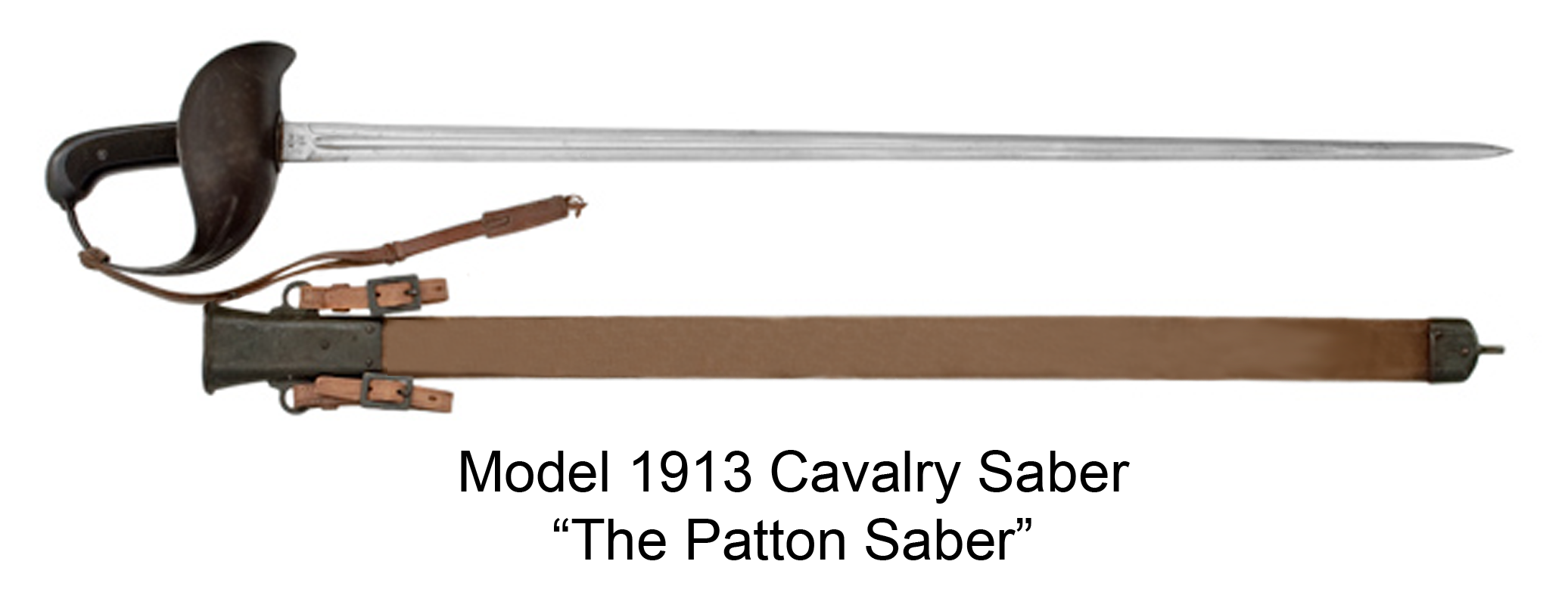
パットンがデザインに参加したM1913騎兵刀。通称「パットンサーベル」

オリンピックからの帰国後、騎兵用サーベルに関する研究を「騎兵ジャーナル」1913年3月号を始め軍の雑誌に寄稿しており、それが武器省の目に留まり、M1913騎兵刀をデザインしている。これは1934年に騎兵用サーベルが廃止された時、米軍最後のサーベルとなっている。
1916年のメキシコ国境戦役中に、パットンはテキサス第13騎兵連隊に配属され、パンチョ・ビリャ懲罰遠征時のジョン・パーシング准将の副官となった。戦役中、第6歩兵連隊の兵士10人を同伴したパットンは、ビリャ個人の護衛隊指揮官フリオ・カルデナス将軍を殺害した。帰国後パットンはこの戦功で評価を上げる。

### 第一次世界大戦
第一次世界大戦にアメリカが参戦するにあたり、パーシング将軍はパットンを大尉に昇進させた。フランスにおいてパーシング将軍は、パットンに新しく編制されたアメリカ戦車部隊の戦闘指揮を取らせた。
ミューズ・アルゴンヌ方面での作戦において負傷し、戦時昇進により大佐にまで昇進した。ちなみにパットンは第一次世界大戦に参加した将兵では珍しく、塹壕戦と言うものを全く無意味だと信じており、次の戦争は塹壕を掘ったり陣地を守ったりで勝敗が決まることは無く、機動力で決するであろうと信じていた。

### 戦間期

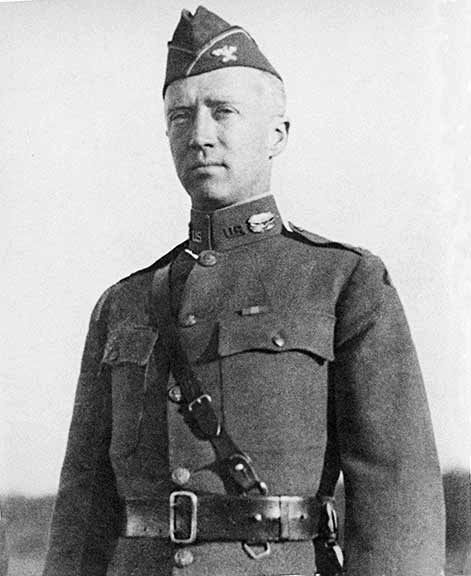
1919年から1920年頃

第一次大戦中に戦時昇進で大佐に昇進したが、大戦の終結により少佐に降格となる。
1919年のワシントン勤務中にアイゼンハワーと親友になった。このことは、後のパットンの人生に大きな影響を与えた。1920年代の前半には、アメリカ議会に対し、機甲部隊に対する予算措置を要請したが、認められなかった。また、戦車や機械化部隊についての記事を書き、これらの兵器についての用法を示唆した。平時における緊縮した軍事予算は、パットンの昇進にも影響した。
根っからの戦争好きだったパットンにとって戦争の無い平和な期間は耐えがたかったらしく、この戦間期はパットンやその家族にとっては大変難しい時期になってしまった。戦争に参加できない不満のせいかパットンはこの期間中に娘の親友と不倫をして離婚寸前になったり、頻繁に癇癪を起こして娘達に煙たがられたり、アルコールに溺れたり、度を過ぎた甘党になったりと明らかにその情熱を持て余しているような行為が多かった。ただし戦争が近づくにつれ態度は落ち着き、今までの絶望や無軌道な行動は姿を消し、元の「軍人らしい」パットンへと戻っていった。その結果、1938年に大佐に昇進した頃にはもはや米国の参戦が待てないと言うほど生気に漲っており、今すぐにでも戦争に参加できると公言していた。
その後ドイツの電撃戦により、アメリカ軍においても機甲師団の必要性が認識された。パットンはその能力が認められ准将に昇進し、機甲旅団長に着任した。この機甲旅団は後にアメリカ第2機甲師団となり、パットンも少将に昇進した。

### 第二次世界大戦
アメリカ陸軍が第二次世界大戦に参戦するにあたり、パットンはカリフォルニア州インディオ (Indio) に砂漠戦訓練センターを設立した。1941年のルイジアナにおける演習においては、2個軍を指揮している。

#### 北アフリカ戦役

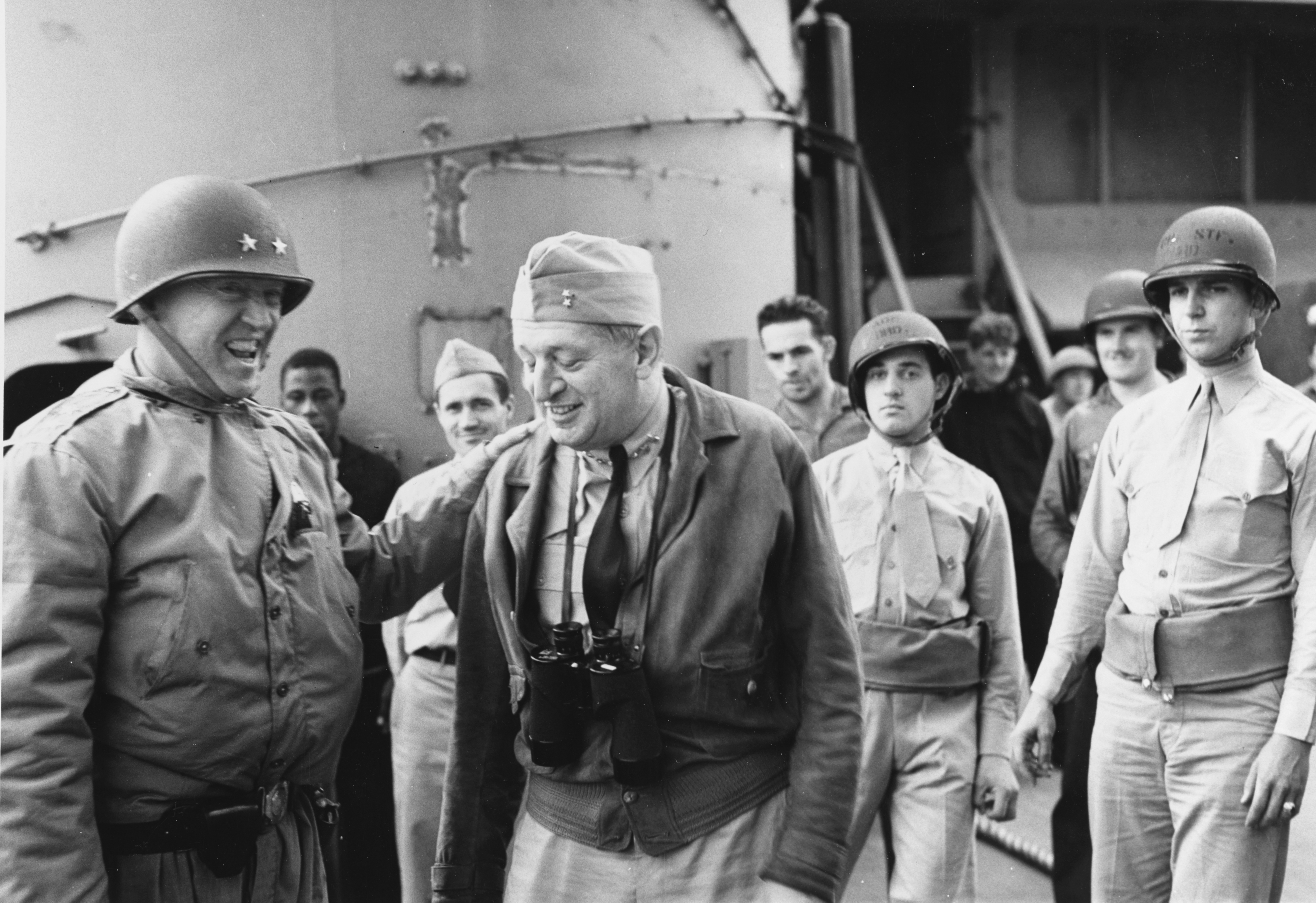
オーガスタに乗船したパットン少将とH・ケント・ヒューイット少将（1942年）

1942年11月にパットンは少将として、アメリカ第1機甲軍団を指揮しトーチ作戦でモロッコに上陸した。次いで、1943年3月6日に中将に昇進し、同時に更迭されたフリーデンタール中将の後任として第2軍団の司令官に就任した。同軍団はドイツ・アフリカ軍団によってカセリーヌ峠の戦いで大敗を喫したところであった。パットンはオマール・ブラッドレー少将を副司令官とした。多くの米軍将校や英軍将校によれば当時北アフリカに駐屯していた米軍は規律に緩く、弱かったらしい（当初は英軍に『われわれ（連合側）のイタリア軍』と揶揄されていた）。パットンは着任早々将兵達に厳格に規律を守るように命令し、軍規を守らなかったものには容赦なく罰を科した。また、今までと全く違った厳しい訓練を行い、北アフリカの米軍を文字通り叩きなおした。
良くも悪くも軍人らしい軍人だったパットンは必ずしも人気のある指揮官ではなかったが、敬意は払われていた。ほんの些細な事でも軍規を守らなかった将兵には厳しい罰則を課した反面、勇敢に戦った将兵や勇気ある行動を示した将兵の事は過剰なまで褒め上げ、その健闘を称えた。また部下の訓示でも『私を見つけたかったら師団の先頭を走っている戦車まで来い』と言っているように常に前線で指揮を執る事を好んでいた。また彼は部下の将校にもそのような積極的な態度を要求しており、北アフリカに着任してから後方に安全な指揮所を開設しただけでそこから動こうとしない将軍などは容赦なく罷免した。これらの策は功を奏し、パットンの部隊は東から攻め寄せるモントゴメリー将軍の英軍と共に、北アフリカにいるドイツ軍を挟撃し1943年5月までには、ドイツ軍を北アフリカから駆逐した。

#### イタリア戦役

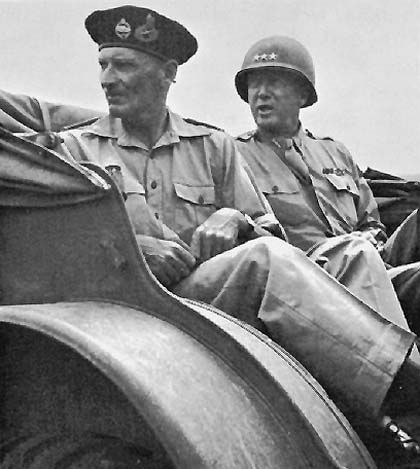
英将軍モントゴメリーと共闘 (1943年7月)

北アフリカでの戦功により、第7軍の司令官となったパットンは、1943年7月にシチリア島に上陸した。第7軍の役割は、島の北東端のメッシナに直進するモントゴメリーの英第8軍の西側面を援護することであったが、第8軍がエトナ山の南で激しい抵抗にあって進撃を停止すると、パットンは島の西部に迅速に進撃し、島の中心都市であるパレルモを解放し、返す刀で東方に転回して、英軍の担当箇所であったメッシナを英軍より先に占領している。しかしドイツ・イタリア軍はメッシナ海峡の制空権と制海権を保持していたので、シチリアに駐屯していたドイツ・イタリア軍のほとんどは重装備と共にイタリア本土に引き上げてしまった。
シチリア島における作戦の最中、パットンは野戦病院を見舞っているが、そこで有名な「兵士殴打事件」を起こしている。彼はまったく外傷のない兵士を見つけ、臆病であるとしてその兵を殴打（持っていた手袋で叩いたとも、又、映画『パットン大戦車軍団』では‘臆病者は銃殺してやる’と自身の拳銃に手を掛けたが、周囲に制止された）してしまった。その兵士は砲弾神経症によって精神状態が不安定になっていたために入院していたのであるが、一見健康そうな者が重傷者達と一緒に病院のベッドに寝ていることがパットンには我慢がならなかったのであろう。また、砲弾神経症（いわゆるシェル・ショック）がどのようなものか理解していなかったため、単なる臆病な兵士に見えてしまった可能性も高い。現場にいた特派員はこれを報じなかったが、現場の医師がこの件をアイゼンハワーに報告したため、かねてよりパットンを疎んじていた司令部の判断で一気に大事件として報道されてしまった。
アイゼンハワーはこれを機会にパットンを本国に送還するつもりだったが、ジョージ・マーシャル陸軍参謀総長と話し合った結果それは取りやめ、前線指揮官の地位を剥奪するにとどめたという。パットンはその後自主的に被害にあった兵と現場にいた兵士達に謝罪している。パットンは第7軍の指揮を外され、その後カイロで10ヶ月近く待機することとなった。

#### ノルマンディー戦役

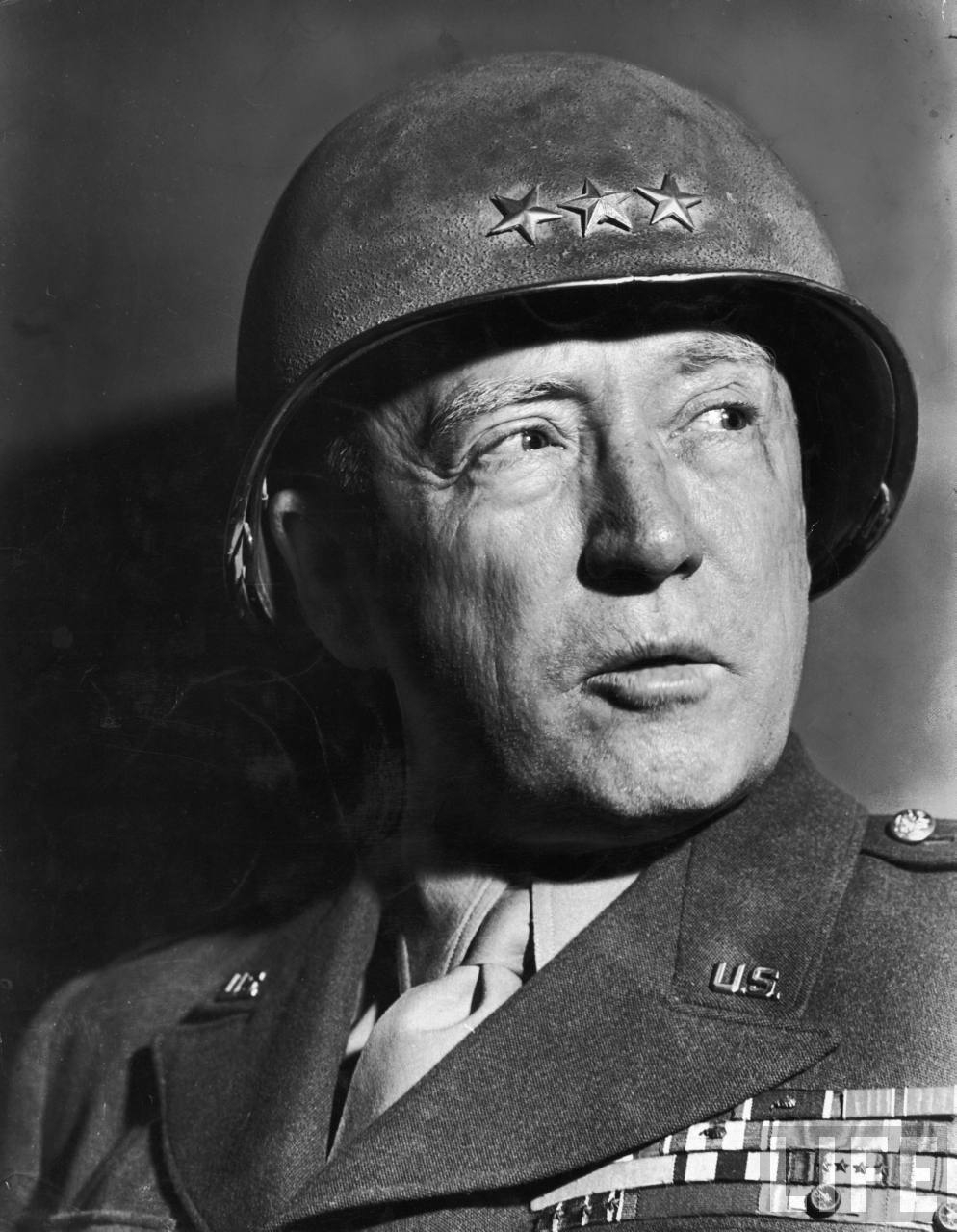
制服上衣を着てヘルメットを被ったパットン (1944年)

1944年6月、ノルマンディー上陸作戦期間中のパットンはアメリカ第1軍集団の指揮を命じられていた。この部隊は実体のない部隊であり、連合軍がノルマンディーではなくカレーに上陸しようと見せかける欺瞞作戦の一環であった（フォーティチュード作戦）。部隊の指揮を外された彼にとっては打って付けの役目であったが、戦争狂とも言えるほど戦争好きだったパットンにとっては耐え難い忍耐の日々だったようだ。しかしノルマンディー上陸作戦決行直後にアイゼンハワーによってその任務をとかれ、第3軍司令官として前線指揮官に復帰したが、かつての部下であるブラッドレー第12軍集団司令官の指揮下に置かれた。
その後のノルマンディー地方における戦いにおいては、第3軍の指揮を執り連合軍部隊の最西端を担った。ここでドイツ軍戦線突破の作戦・コブラ作戦が実行され、パットンはまるで水を得た魚のように活躍し第3軍で戦線を突破して大進撃を開始する。ノルマンディー地方から一気に南下した後に東進を開始し、ドイツ軍の後方を一気に駆け抜けた。
この結果、フランス西部のファレーズ付近でイギリス軍と手を結び、ドイツ軍の包囲に成功する。このファレーズ・ポケットに閉じ込められたドイツ軍部隊は殲滅された。少なくない数のドイツ兵が装備を捨てて散り散りになって包囲を脱出することに成功したものの、1万を超える戦死者（負傷者を含めれば6万人）と5万を超える捕虜を出した「西方のスターリングラード」とも呼ばれた大敗北であった。しかし英軍の進撃が遅かったせいでより多くのドイツ兵を捕らえ損なっていたと思っていたため、パットン本人はこの結果に不満であった。
その後パットンはドイツ軍顔負けの「電撃戦」を実施し、2週間で1000キロ（正確には600マイル前後）近い距離を進撃した。彼が敵の抵抗拠点を見つけた場合、停止しその拠点を攻略してから攻撃を再開するより、機動力を生かして敵の後方に回り込むことを好んだ。どのような抵抗拠点も後方の方が弱体であることが多く、またそうでなくとも補給路を遮断されてしまっては戦いようがない。パットンはそうやってドイツ軍の抵抗拠点の多くを無力化し、攻略した。

#### ロレーヌ地方における進撃
1944年8月、フランスにおけるドイツ軍が潰走状態となったため、連合軍はそれを追撃しドイツ国境付近まで進撃する。パットン率いる第3軍もフランス東部ロレーヌ地方に進撃する。ここで、補給物資（特にガソリン）の不足により進撃速度は停滞する。結局、メッツを占領したのは11月23日のこととなった。

#### バルジの戦い

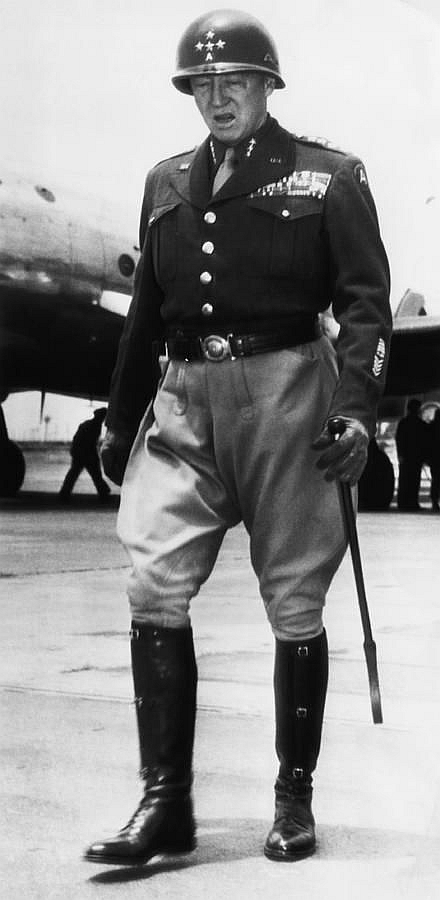
個性的な軍装スタイル (1945年)自身のトレードマークでもあった儀礼用ヘルメット、正装用軍服、乗馬ズボン、騎兵用ブーツ、乗馬鞭を身に着けている。

1944年12月のバルジの戦いでは、パットンの指揮する第3軍の北方でドイツ軍の攻勢が行われた。ドイツ軍の突出部の中でも南部にあったバストーニュは交通の要衝であったため、アメリカ第101空挺師団がここを死守していた。実際バルジの攻勢が始まる前に動物的な勘でドイツが何か企んでいると感じたパットンはこれを救出するために軍を急遽北に向かって転進させ、果敢な進撃により同師団を救出した。これはパットンの大きな功績の1つとされている。
12月19日にヴェルダンのブンカーでアイゼンハワーらと会った時、パットンはどのぐらいの時間があれば軍を北方に向けられるかを尋ねられ「48時間以内に可能である」と答えている。アイゼンハワーは「無茶なこと言うな！」と言い、準備が十分に整ってからで良いと言ったが実はパットンは会議に出席する前に北部に反撃する準備をしておくように部下に伝えてあり、尋ねられた時点ですでに局地的な反撃は行われ始めていたのである。
バストーニュは21日の時点でドイツ軍に完全に包囲されてしまう事になるが、包囲される前からすでに軍を北方に振り向けていたのはパットンの戦略眼の証明ともいえる。司令部の了承を得た第3軍は北に向かって進撃し、天候の回復にも助けられて、西方に進撃中だったドイツ軍の側面を痛撃した。ドイツ軍はバストーニュを攻略することに失敗し、必死の防戦にもかかわらずその脇腹を第3軍に食い破られてしまった。12月26日には第3軍の一部がバストーニュにたどり着き、包囲を破ることに成功している。ドイツ軍はその後も粘ったが、1月13日にはバストーニュ周辺から撤退し、ドイツ軍は1月23日に作戦の停止を決定した。
その後、第3軍はドイツ軍を追撃してザールラントや西ボヘミアへ進出、さらにプラハへ進撃する予定であったが、その前にドイツは降伏し、終戦となった。

#### ドイツ降伏後と急死

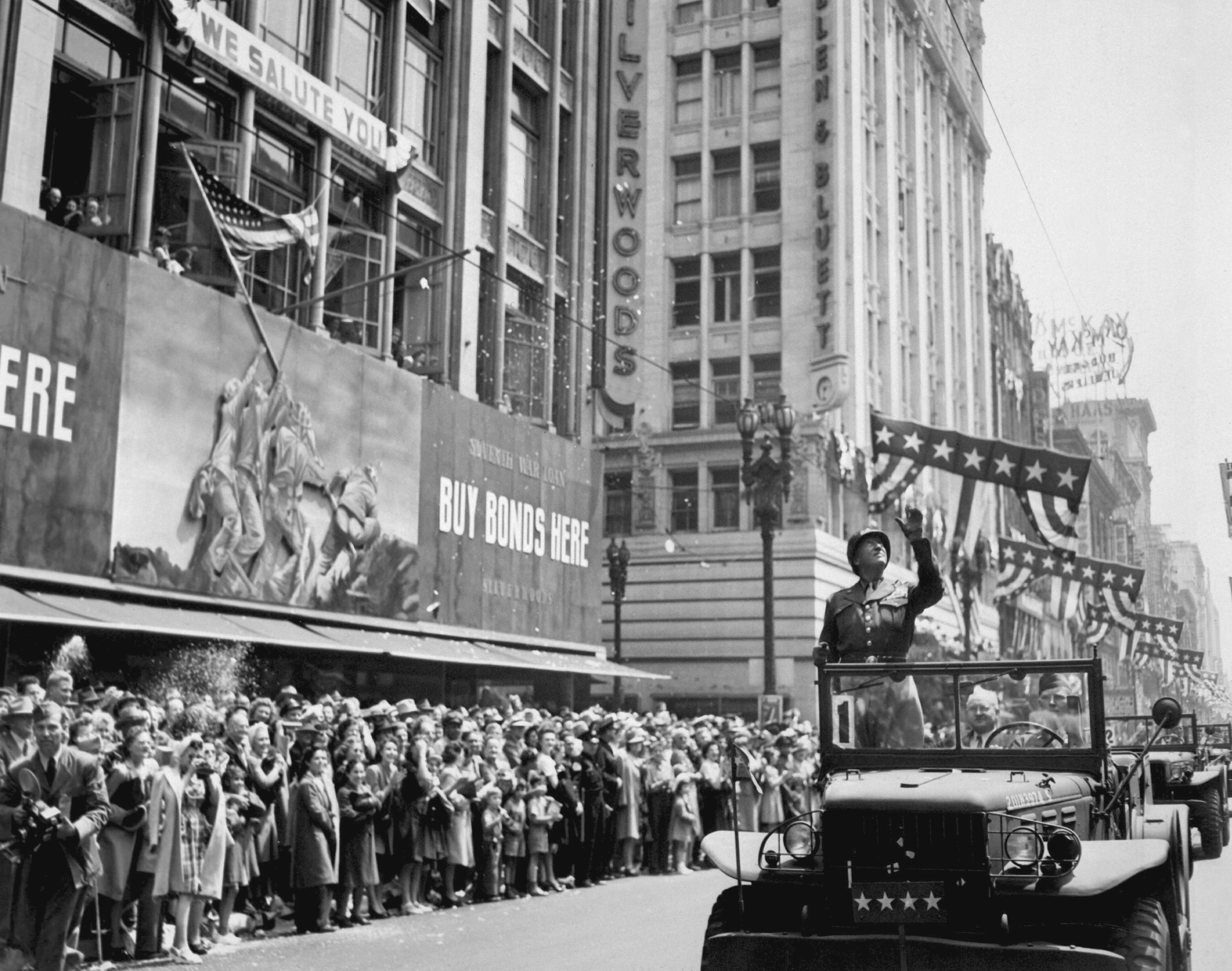
ロサンゼルスでの戦勝パレードにて（1945年6月9日）

パットンはそのまま第3軍を率いてバイエルンに進駐し、その地の軍政指導を担当するようになった。ナチスに所属していた事自体が罪だと思っていなかったパットンは他の指揮官と違って占領地域での非ナチ化政策は行わなかったが、その行為はメディア等から疑問視されていた。そして1945年の9月22日に行われた記者会見で「何故ナチス党員だった職員をそのまま働かせているのか」と聞かれたパットンは「ドイツ国民にとってのナチスは、アメリカ国民にとっての民主党や共和党と同じようなものである」という趣旨の発言をして、メディアや政治家から批判の嵐にさらされた。その発言の趣旨はあくまでナチスはヒトラー政権下では合法的かつ唯一の政党であり、その当時党に所属していた事自体を犯罪として考えるべきではない、という彼のスタンスを説明したものだったのだが、その説明をする時にわざわざアメリカの政党をナチスと同レベルで扱ったという事で、多くのアメリカ国民を怒らせてしまった。アイゼンハワーの司令部も当然その発言を問題視し、パットンは第3軍司令官の任務を解かれ、1945年の10月に第15軍司令官に異動された。

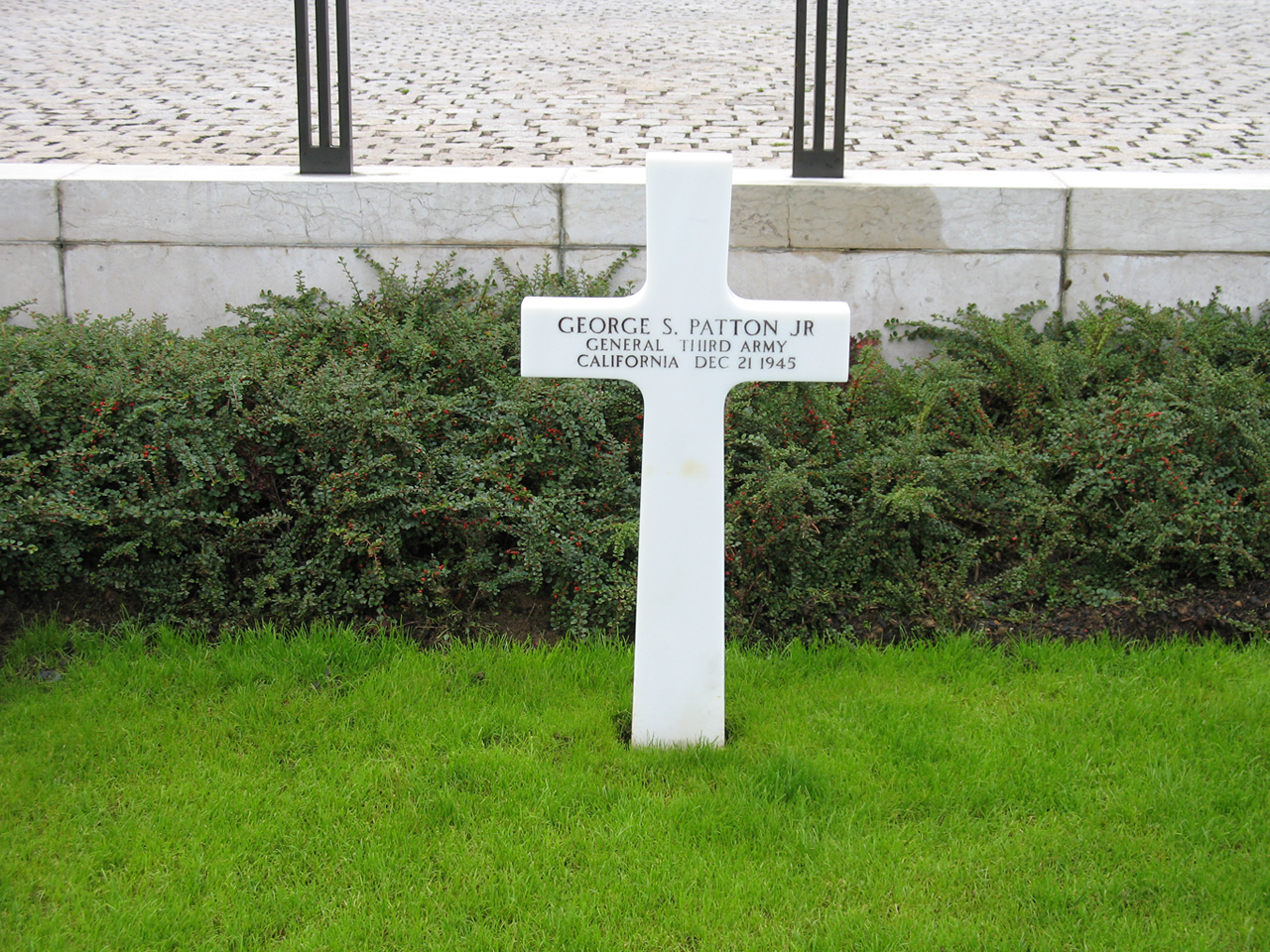
ルクセンブルクのアメリカ軍墓地にあるパットンの墓

同じ軍から軍への異動ではあったものの、当時の第15軍は戦史編纂を担当する極めて小規模な部隊であり、この人事は事実上の左遷であった。12月9日、参謀長のホバート・ゲイ将軍らと共に狩猟に出かける途中、ハイデルベルクで乗車していたキャデラックがアメリカ陸軍のトラックと衝突する自動車事故をおこした。事故自体は軽微なもので、トラックの乗員や参謀長及びキャデラックの運転手も負傷しなかったが、後部座席に座っていたパットンは前後部座席の間のパーティションに頭を打ちつけて頚椎を損傷し、意識はあるものの首から下の体が完全に麻痺状態となった。その12日後の21日に肺塞栓症で死去し、ルクセンブルクのハムにあるアメリカ軍墓地に埋葬された。軍人として名を馳せたパットンがあまりにも突然の事故に遭った事と、当時、まだ維持されていた対ソ宥和政策に対する攻撃的な言動に対する政府筋の忌避を買っていた状況でもあった為、暗殺説も流れた。

息子のジョージ・パットン4世は同じく陸軍軍人（最終階級は少将）となり、朝鮮戦争とベトナム戦争を指揮した。また、陸軍大将のジョン・K・ウォータースは義理の息子（娘婿）にあたる。

#### ユダヤ人についての態度
パットンは反ユダヤ主義的な態度を隠さず、ナチス・ドイツの反ユダヤ主義政策にも一定の理解を示していた。
例えば、バイエルン州の難民キャンプを指揮していた際、強制収容所からユダヤ人を釈放することを拒否し、拘留を継続した。また、ユダヤ教の従軍聖職者を司令部に置くことも拒否した。
パットンはユダヤ人に対して、「悪臭を放つ集団」「マスコミはセム人の影響が非常に強い」「ユダヤ人と共産主義者がドイツをさらに分裂させようとしている」といった発言をしている。

以下、パットンの日記に見える強烈な発言である。
This happened to be the feast of Yom Kippur, so they were all collected in a large, wooden building, which they called a synagogue. It behooved General Eisenhower to make a speech to them. We entered the synagogue, which was packed with the greatest stinking bunch of humanity I have ever seen. When we got about halfway up, the head rabbi, who was dressed in a fur hat similar to that worn by Henry VIII of England and in a surplice heavily embroidered and very filthy, came down and met the General ... The smell was so terrible that I almost fainted and actually about three hours later lost my lunch as the result of remembering it ... Of course, I have seen them since the beginning and marveled that beings alleged to be made in the form of God can look the way they do or act the way they act.（その日はたまたまヨム・キプールの祝日だったので、彼ら（ユダヤ人）はシナゴーグと呼ばれる木造の大きな建物に集まった。アイゼンハワー将軍は彼らにスピーチをすることになった。私たちはシナゴーグに入った。シナゴーグは、私がこれまで見たこともないような、悪臭を放つ人間たちでごった返していた。私たちが半分ほど登ったところで、ラビの長が、イングランドのヘンリー8世がかぶっていたような毛皮の帽子をかぶり、刺繍がびっしり施された非常に不潔なサープリスに身を包んで降りてきて、将軍を出迎えた…。あまりにひどい臭いで、私は気を失いそうになり、3時間後くらいに思い出して昼食をもどしてしまった。もちろん、私は最初から彼らを見てきたし、神の姿で作られたとされる存在が、彼らのように見えたり、彼らのように行動できることに驚嘆してきた。）

## 人物像
- 自分がハンニバルの生まれ変わりであると信じていたという証言もある。一方で彼には機甲部隊の重要性を提唱するなど先見の明があった。
- 戦争狂とも言えるその生涯であったが皮肉にも最期の言葉は「（自動車事故は）軍人の死に様ではないな」だったという。ただしこの欠点を自分でもある程度は認識していたようで、日記や妻には自分が「Too damn military（軍人らしすぎる）」と反省を込めて書いている[1]（しかし態度は改まらなかった）。
- 1935年ナチスが制定したニュルンベルク法の原本を入手し故郷の図書館に寄贈している。

## 栄典
- 殊勲十字章
- 陸軍殊勲賞
- シルバースター
- ブロンズスター
- パープルハート章
- バス勲章
- 大英帝国勲章
- レジオンドヌール勲章
- レジオン・オブ・メリット
- 白獅子勲章
- レオポルド勲章
- アドルフ・オブ・ナッソー勲章
- クトゥーゾフ勲章

## 映画
- 『パットン大戦車軍団』 - Patton（フランクリン・J・シャフナー監督、1970年、アメリカ映画）：アカデミー賞6部門受賞。
- 『パットン将軍 最後の日々』-“The Last Days of Patton ”（デルバート・マン監督、1986年、日本未公開）
- 『パットン将軍(ビデオグラフィー世界を動かした人びと)』 [ビデオ]、ヒューマックスピクチャーズ, 1989
- 『ブラス・ターゲット』- Brass Target（ジョン・ハフ監督、1978年、アメリカ映画）：パットン将軍の死を暗殺とした設定のサスペンス。